# Mossul

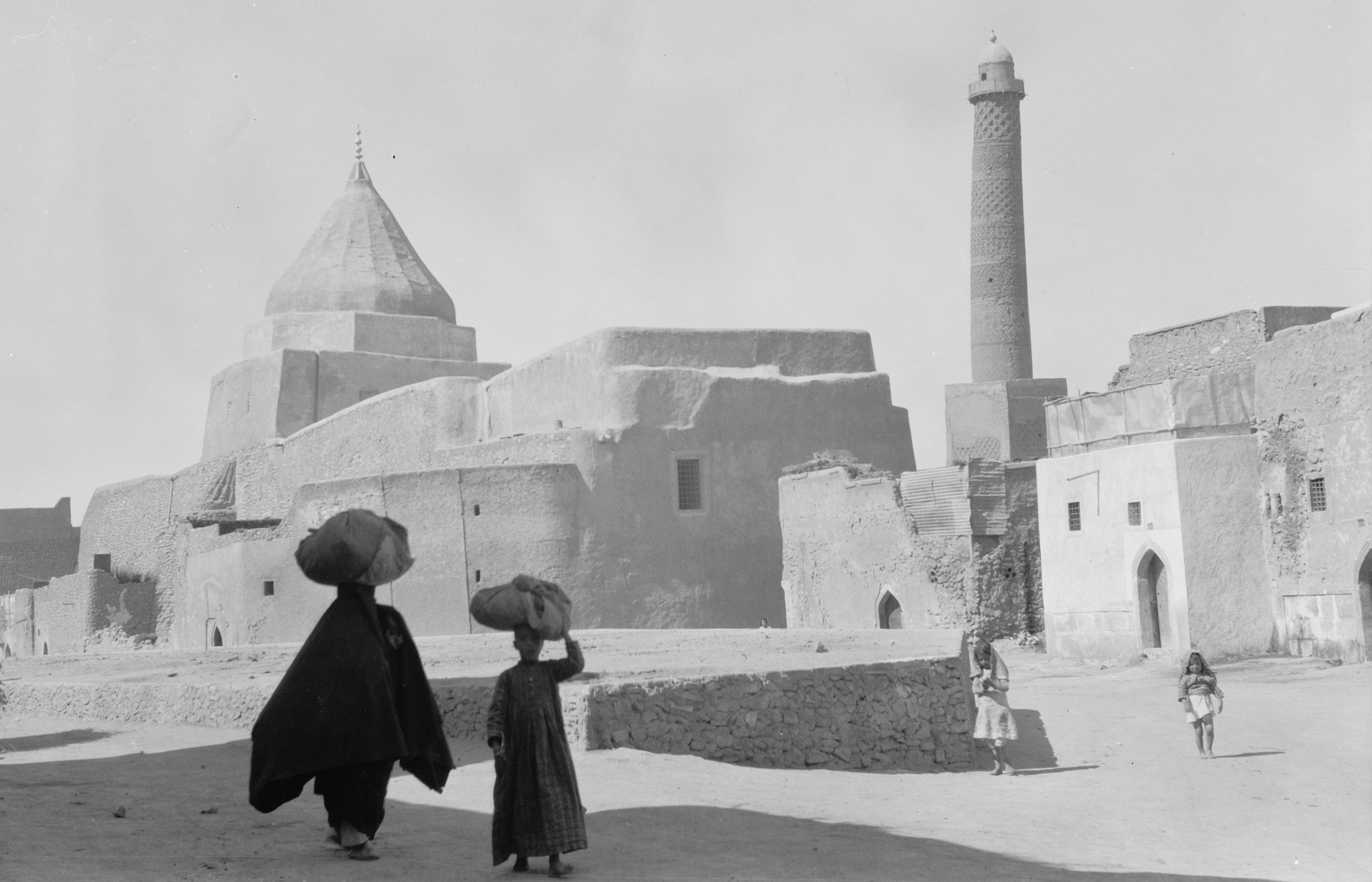
Ein jesidischer Tempel (schon lange vor dem IS-Einmarsch zerstört) auf der linken Seite und das Minarett der Großen Moschee des an-Nuri auf der rechten Seite in Mossul (1932)

Mossul (oder Mosul, arabisch الموصل, DMG al-Mauṣil; kurdisch مووسڵ Mûsil; syrisch-aramäisch: ܢܝܢܒ݂ܐ Nîněwâ) ist eine Stadt im Norden des Irak am rechten (westlichen) Ufer des Tigris, circa 350 Kilometer nördlich von Bagdad. Sie ist mit rund 2,9 Millionen Einwohnern (Berechnung 2010) nach Bagdad die zweitgrößte Stadt des Landes. Mossul ist die Hauptstadt der Provinz Ninawa, die zu den umstrittenen Gebieten zwischen der Autonomen Region Kurdistan und der Zentralregierung des Irak gehört. Nach der Einnahme Mossuls durch die Terrororganisation Islamischen Staat (IS) im Juni 2014 war sie die größte Stadt in dessen Hand. Nach der Androhung eines Massenmords durch den IS verließen die meisten christlichen Einwohner die Stadt. In der Schlacht um Mossul vom 17. Oktober 2016 bis zum 9. Juli 2017 wurde die Stadt von der Peschmerga und den Koalitionsstreitkräften vollständig zurückerobert und im Rahmen der Gefechte schwer beschädigt.

## Bevölkerung

### Ethnische Zusammensetzung
Mossul war eine multiethnische und multireligiöse Stadt: Araber, Kurden, Assyrer (auch Aramäer und Chaldäer genannt), Turkmenen und Jesiden lebten hier.
Die Demografie hat sich seitdem zugunsten der arabischen Bevölkerung verändert. Kurden machen dafür die Arabisierungspolitik Saddam Husseins, und christliche Assyrer und Chaldäer den Einmarsch des Islamischen Staates verantwortlich.
Wegen der Unsicherheit infolge des Irakkrieges 2003 verließen viele Menschen die Stadt. Insbesondere Christen haben Mossul nach gezielten Angriffen verlassen. Eine genaue Statistik der heute in der Stadt lebenden Bevölkerung gibt es nicht.

### Religion
Die meisten Einwohner von Mossul sind sunnitische Muslime, wobei die Mehrheit von ihnen Araber und die Minderheit Kurden sind.
Mossul blickt auf eine 1600 Jahre alte christliche Tradition zurück. Die Stadt war bis vor kurzem Sitz mehrerer Erzbischöfe von Ostkirchen syrischsprachiger Tradition (siehe auch: Christentum im Irak). Die Kathedrale der Syrisch-Orthodoxen Kirche von Antiochien und gleichzeitig älteste Kirche der Stadt ist die Kathedrale St. Thomas aus dem Jahre 640, weniger als 100 m weit von der gleichnamigen, 1863 eröffneten Kirche St. Thomas der syrisch-katholischen Kirche. Als Kathedrale der letzteren diente jedoch die syrisch-katholische al-Tahira-Kathedrale (Kathedrale der Unbefleckten Empfängnis) aus dem 17. Jahrhundert, die 2017 nahezu vollständig zerstört, aber bis 2025 wiederaufgebaut wurde. Die Chaldäisch-katholische Kirche wiederum hatte ihren Bischofssitz in der mittelalterlichen Mart-Meskinta-Kirche, bis er in den 1980er Jahren in die chaldäische al-Tahira-Kathedrale aus dem 18. Jahrhundert verlegt wurde.
Nach der Eroberung Mossuls durch Kämpfer der Gruppe Islamischer Staat wurden die christlichen Einwohner vor die Wahl gestellt, die Stadt entweder zu verlassen, zum Islam zu konvertieren oder hingerichtet zu werden. Die allermeisten Christen verließen Mossul daraufhin Ende Juli 2014, sodass die christliche Tradition der Stadt vorläufig zu einem Ende gekommen ist. Laut Erzbischof Louis Raphaël I. Sako lebten bei der Machtübernahme des ISIS noch 25.000 Christen in Mossul, nach Angaben der BBC waren es sogar 35.000.
Der syrisch-katholische Erzbischof Basile Georges Casmoussa, der am 17. Januar 2005 entführt wurde, wurde am Tag darauf ohne Zahlung von Lösegeld freigelassen. Das armenische Kirchengebäude wurde 2004 durch einen Terrorakt schwer beschädigt; Anfang 2006 erhielt Erzbischof Avag Asadurian die Zusage von Staatspräsident Dschalal Talabani und Ministerpräsident Ibrahim al-Dschafari, dass die Kirche wiederaufgebaut werden soll. In der Nähe von Mossul unterhält die Syrisch-Orthodoxe Kirche das St.-Ephrem-Seminar zur Ausbildung von Priestern und Kirchennachwuchs. Der jetzige Abt ist der Erzbischof Mar Saverius Ishak Saka (* 1931).
Am 2. Februar 2015 sprengten Terroristen des Islamischen Staats in Mossul eine der größten und ältesten chaldäisch-katholischen Kirchen des Irak, die Kirche der Jungfrau Maria. Im April 2016 wurde die historische römisch-katholische Kirche Unserer Frau der Stunde aus dem 19. Jahrhundert zerstört.

## Geschichte

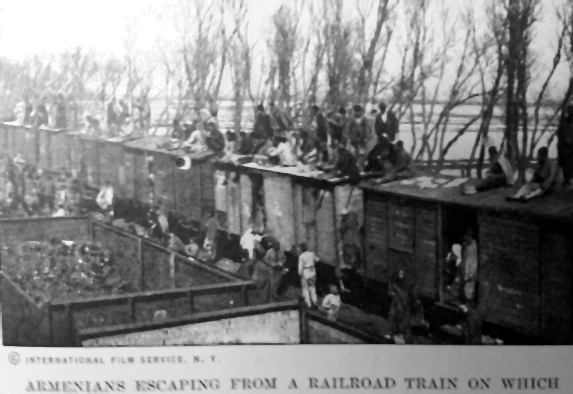
Armenier in Mossul, die während des Völkermords aus osmanischen Deportationszügen flohen

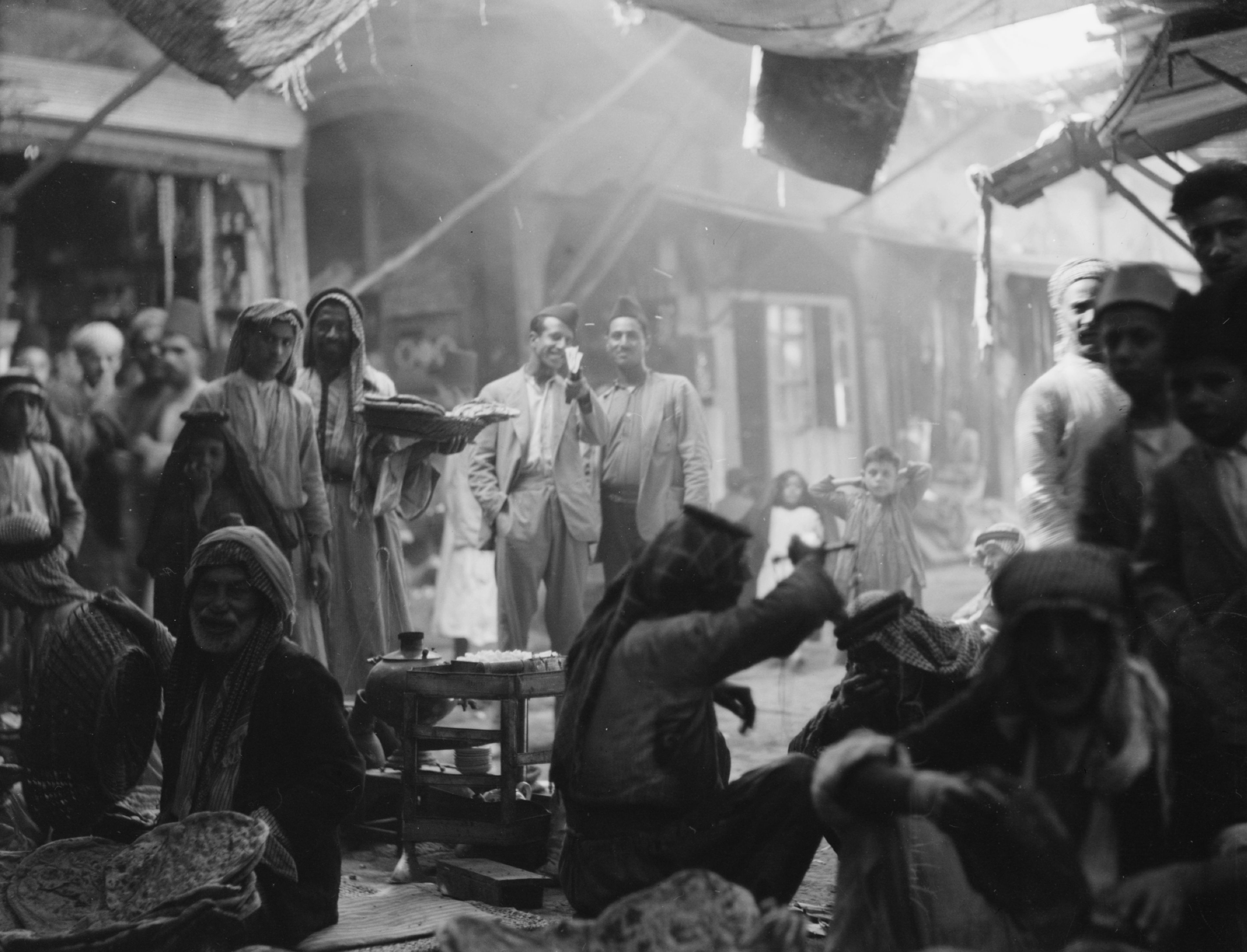
Marktszene aus Mossul von 1932

### Antike
Etwa 850 vor Christus hat König Aššur-nâṣir-apli II. die Stadt Nimrud zur Hauptstadt des Assyrischen Reiches ernannt. Diese lag etwa 30 Kilometer vom heutigen Mossul entfernt.
Als kleines Dorf entstanden, übernahm Mossul mit der Zeit die Funktion als Brückenstadt am Tigris und verband so Kleinasien und das Medische Reich.
Um etwa 612 vor Christus eroberte der medische König Kyaxares II. in einer Allianz mit Babylon unter Nabopolassar Ninive und somit auch die Stadt Mossul.
Nach dem Einmarsch Alexander des Großen und seinem späteren Ableben wurde die Stadt ein Teil des Seleukidenreiches, um schon 200 Jahre später von den Parthern erobert zu werden.

### Zwischen dem 8. und dem 20. Jahrhundert: Wechselnde Herrscher
Mossul war seit dem 8. Jahrhundert ein wichtiges Wirtschaftszentrum, im 10. Jahrhundert regierten die Hamdaniden über Mossul und wurden im 11. Jahrhundert von den Uqailiden abgelöst. Im 12. Jahrhundert war es Hochburg der Zengiden im Kampf gegen die Kreuzritter, im 13. Jahrhundert eroberten und zerstörten Mongolen die Stadt. Nach dem Wiederaufbau wurde es wieder zu einem regionalen Zentrum, ohne an seine frühere Bedeutung anknüpfen zu können. 1400 wurde Mossul von Timur erobert. Im frühen 16. Jahrhundert gehörte Mossul zum Herrschaftsbereich des turkmenischen Stammesbundes der Aq Qoyunlu, 1508 nahmen es die Safawiden ein. 1535 eroberten die Osmanen unter Süleyman dem Prächtigen die Stadt. Bis zur Mitte des 19. Jahrhunderts erlangte Mossul unter einer kurzlebigen, aber weitgehend autonomen Gouverneursdynastie (Dschaliliden) vorübergehend eine bescheidene Blüte.
1889 wurden die traditionellen Nutzniessungsrechte und erblichen Konzessionen der Naphtha-Vorkommen per Ferman aufgehoben und diese dem Privatvermögen des Sultans zugeschlagen. Mossul und das umliegende Gebiet wurden nach dem Ersten Weltkrieg von Großbritannien besetzt. Die Türkei beanspruchte das Gebiet aber weiterhin. Während der Verhandlungen in Lausanne ließ Ismet Inönü nicht von der Forderung ab, dass Mossul zur Türkei gehören solle. Am Ende der Verhandlungen blieb die Frage nicht endgültig geklärt. Folgende Verhandlungen zwischen Großbritannien und der Türkei im Jahre 1924 blieben erfolglos, worauf Großbritannien den Völkerbund um eine Lösung ersuchte. Der Völkerbund, dem die Türkei nicht angehörte, setzte zur Klärung der Ansprüche eine Kommission ein, die einen Kompromissvorschlag erarbeitete. Im September 1925 bestätigte der Völkerbundrat das Ergebnis der Mossul-Kommission und sprach das strittige Ölgebiet dem britischen Mandatsgebiet Irak zu. Die Forderung der Türkei, eine Volksabstimmung in Mossul über dessen Zukunft abzuhalten, lehnte Großbritannien ab. Im Vertrag von 1926 zwischen Großbritannien und der Türkei sah sich die Türkei gezwungen, Mossul abzutreten, zumal zum gleichen Zeitpunkt kurdische Aufstände in Ostanatolien die Türkei schwächten.
Wiederholt forderten einige Kurden die Stadt als Teil ihrer Heimat ein, so zum Beispiel 1938 beim Völkerbund in Genf und auch 1945 auf der Konferenz von San Francisco. Auch im April 2015 bekräftigte der kurdische Präsident Masud Barzani diesen Anspruch, indem er die Hilfe der kurdischen Peschmerga bei der Befreiung der Stadt unter der Voraussetzung anbot, dass die Kurden nach dem Sieg gegen den IS bei der Administration der Stadt eine wichtige Rolle spielen.

### 21. Jahrhundert

Karte der Quartiere von Mossul

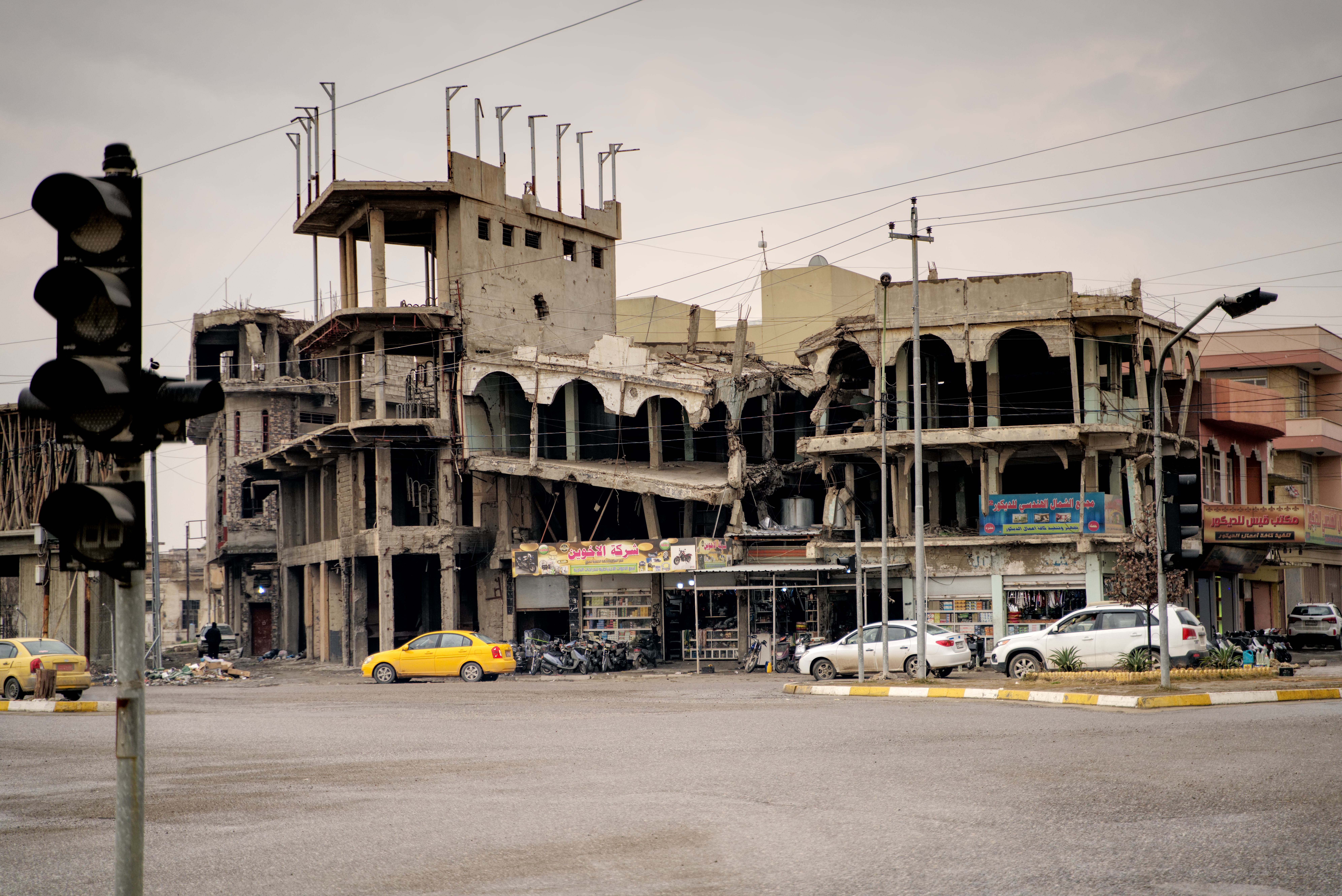
Mossul im Januar 2020, geprägt von Zerstörung

Am 22. Juli 2003 wurden (in der Zeit der Besetzung des Irak) bei einem Gefecht mit US-amerikanischen Spezialeinheiten in Mossul Udai und Qusai Hussein, die Söhne des gestürzten Präsidenten Saddam Hussein, getötet.
Im Dezember 2006 riefen sunnitische Extremisten der Terrororganisation Islamischer Staat in Mossul das Islamische Emirat Irak aus, dessen Hauptstadt Mossul werden sollte. Ein sogenanntes Kriegsministerium verkündete seine Anordnungen mittels Flugblättern. Seitdem nahm Terror in Mossul signifikant zu: Polizisten, Journalisten und Frauen ohne Kopftuch wurden ebenso bedroht und ermordet wie Inhaber kleiner Fotostudios (nach Ansicht des „Kriegsministeriums“ widersprach das Abbilden von Lebewesen dem Islam). Berichte, nach denen beispielsweise „männliche“ Gurken von „weiblichen“ Tomaten getrennt gelagert werden sollten, erwiesen sich allerdings als „urbane Legenden“.
Anfang Juni 2014 startete der Islamische Staat, der bereits zuvor im syrischen Bürgerkrieg aktiv war und schon zu Beginn des Jahres Teile der irakischen Provinz al-Anbar unter seine Kontrolle gebracht hatte, einen Angriff auf Mossul. Der IS-Kommandeur Abu Abdulrahman al-Bilawi kam beim Angriff um. Am 10. Juni 2014 hatten die Kämpfer des IS die Stadt vollständig unter ihrer Kontrolle. Die Stadt war für den IS wegen ihrer Ölraffinerien von hoher Bedeutung.
Unter der Kontrolle der Terroristen wurden die Statuen des abbasidischen Dichters Abu Tammam (788–845) sowie des irakischen Musikers und Lyrikers ʻUthman al-Mawsili (1854–1923) ebenso zerstört wie die Marienstatue auf dem Turm der Kathedrale der chaldäisch-katholischen Erzdiözese. Auch die Grabstätte des Historikers Ibn al-Athīr (1160–1223) wurde zerstört. Die Häftlinge eines Gefängnisses wurden nach Schiiten und Sunniten separiert und die meisten Schiiten umgebracht, rund 600 Menschen kamen in ein Massengrab. Die christlichen Einwohner wurden vor die Wahl gestellt, zu fliehen, zum Islam zu konvertieren oder hingerichtet zu werden. Die allermeisten Christen verließen daraufhin Ende Juli 2014 die Stadt. Das Leben in der Stadt erfolgte nach den Regeln des IS. Frauen durften sich nicht mehr unbegleitet bewegen; von Christen bewohnte Häuser wurden konfisziert; der IS verlangte Steuern von den Gewerbetreibenden. Kinder wurden fanatisiert. Im Februar 2015 begann der IS mit der Befestigung der Stadt, um eine eventuelle Rückeroberung abzuwehren.
Am 24. März 2016 startete die irakische Armee ihren Vormarsch in Richtung Mossul. Unterstützt wurden die Regierungstruppen von verbündeten paramilitärischen Freiwilligeneinheiten und von kurdischen Peschmerga-Verbänden. Außerdem führte die von den USA angeführte internationale Anti-IS-Koalition Luftschläge gegen IS-Stellungen und -Einrichtungen in und um Mossul durch. Nach Angaben der Armee konnten gleich zu Beginn der Offensive einige Dörfer im Osten der Stadt zurückerobert werden. Aufgrund der Kampfhandlungen flohen tausende Zivilisten aus den umkämpften Gebieten in die angrenzende Autonome Region Kurdistan. Nach heftigen Kämpfen konnte am 24. August 2016 die Kleinstadt Al-Qayyara am Tigris eingenommen werden. Mit seinem Luftwaffenstützpunkt sollte es als Ausgangsbasis für den Großangriff auf Mossul dienen. Ende August begannen die Wiederherstellung des Flughafens, der vom IS weitgehend zerstört war, die Lagerung von Nachschubgütern und der Aufmarsch von Truppen für den geplanten Angriff. Während dieser Zeit bereitete sich auch der IS auf die Verteidigung von Mossul vor. Während die IS-Kämpfer südlich von Al-Qayyara Gegenangriffe führten, legten sie um Mossul selbst einen breiten Graben an, den sie mit Öl füllten. Dieses sollte in Brand gesetzt werden, damit die starke Rauchentwicklung Luftangriffe der Koalition erschwere. Zusätzlich wurde die Stadt mit Sprengfallen und Tunnel-Systemen versehen.
Der türkische Präsident Recep Tayyip Erdoğan forderte vor der Rückeroberung der vom IS besetzten Stadt durch Koalitionstruppen im Oktober 2016, dass in Mossul künftig nur sunnitische Araber, Turkmenen und sunnitische Kurden leben dürften. Während des Aufmarsches der irakischen Verbände wurden heftige Auseinandersetzungen darüber geführt, welche Verbände sich am Angriff auf das Stadtgebiet von Mossul beteiligen sollten. Der Einsatz von schiitischen Milizen al-Haschd asch-Schaʿbī (ausgebildet von der Islamischen Republik Iran) wurde von sunnitischen Sprechern abgelehnt. Man befürchtete Verbrechen gegen die Zivilbevölkerung, wie sie von Amnesty International auch für die Schlacht um Falludscha im Juni 2016 dokumentiert wurden. Andererseits lehnte die irakische Zentralregierung eine zu starke Beteiligung der kurdischen Peschmerga ab. Bereits die faktische Angliederung der ölreichen Stadt Kirkuk an die Kurdische Autonome Region führte zu starken Verstimmungen zwischen den Regierungen in Bagdad und Erbil. Die Zentralregierung fürchtete daher eine Ausdehnung der kurdischen Kontrolle auf Mossul. Auch die Türkei hatte Interessen in Mossul, dessen früherer Gouverneur Atheel al-Nudschaifi enge Verbindungen zu Ankara unterhielt und auch dorthin ins Exil ging. Präsident Erdogan forderte daher eine Beteiligung türkischer Truppen an der Offensive und drohte damit, auch einseitige Schritte in dieser Richtung zu unternehmen. Die Türkei unterhielt in Baschiqa im Nordirak einen Stützpunkt und trainierte dort sunnitische Freiwillige. Die irakische Zentralregierung lehnte dies jedoch ab und forderte die Türkei zur Räumung des irakischen Staatsgebietes auf. Auch die kurdische PKK hatte Verbände im näheren Umfeld. Ihr Eingreifen in die Kämpfe war zu erwarten, wenn sich die türkischen Truppen ebenfalls dem Vormarsch anschließen sollten. Zuletzt waren auch britische und US-amerikanische Verbände zur Unterstützung im Einsatz. Deren Hauptaufgabe bestand in der Luftunterstützung für die Koalitionsstreitkräfte.

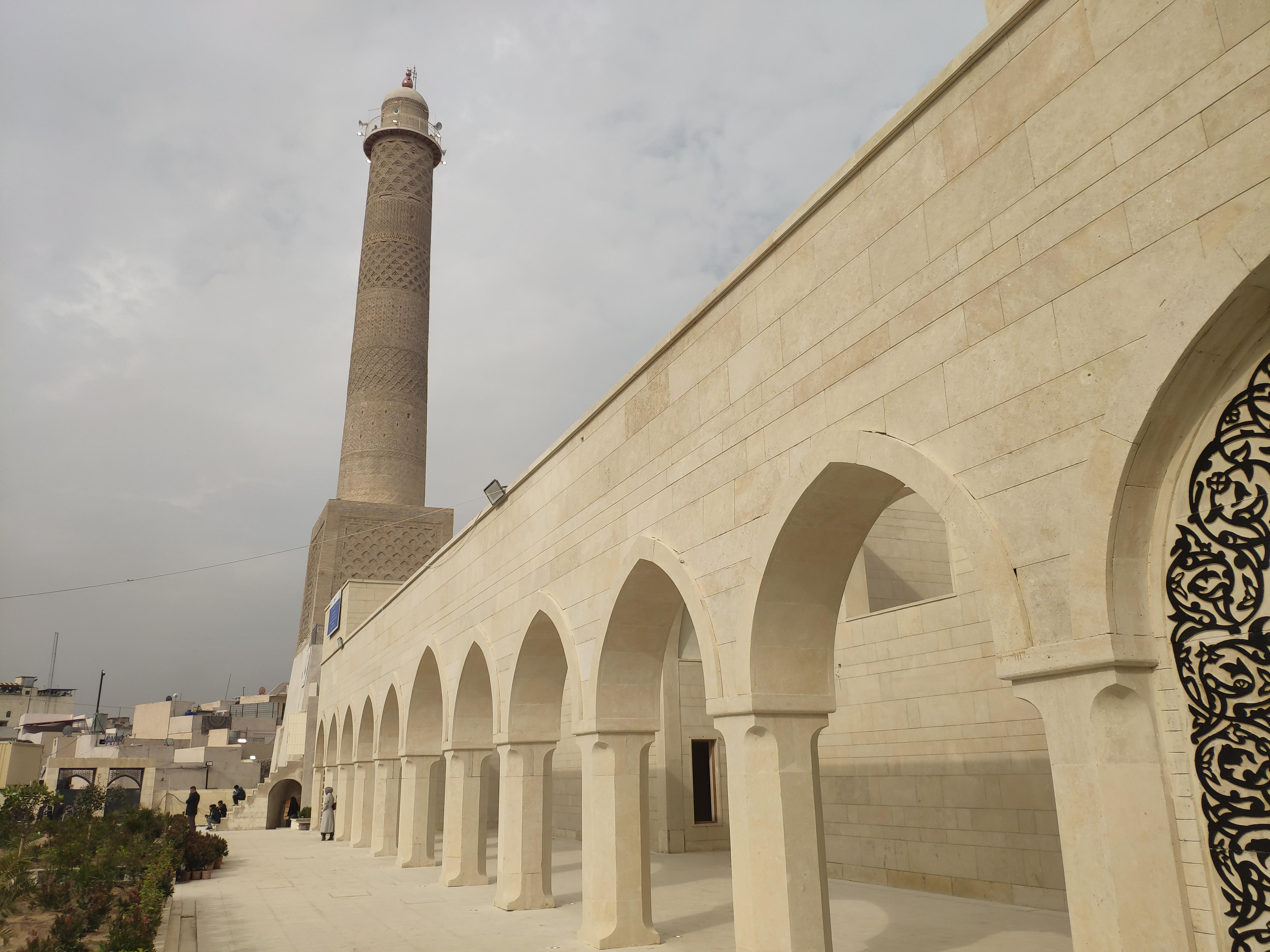
Die wiederaufgebaute Große Moschee des an-Nuri (2025)

Noch am 16. Oktober warfen Luftstreitkräfte zehntausende Flugblätter über der Stadt ab, in denen sie die Zivilbevölkerung zur Kooperation mit dem Militär aufforderten. Kurz darauf gab Premierminister Haider al-Abadi im Fernsehen den Beginn des Großangriffs bekannt, an dem sich neben dem Militär, Polizeikräften und Peschmerga auch schiitische Milizen beteiligten. Kurden und Schiiten sollten jedoch nicht in die Stadt selbst eindringen. Am 9. Juli 2017 verkündete der irakische Ministerpräsident die vollständige Rückeroberung der Stadt.
Von 2018 bis 2025 wurden durch die UNESCO 110 Millionen Euro in den Wiederaufbau der Kulturstätten investiert. So wurden zum Beispiel die Große Moschee des an-Nuri inklusive ihres Minaretts und die Syrisch-katholische al-Tahira-Kathedrale rekonstruiert. Die Finanzierung erfolgte vor allem durch die Vereinigten Arabischen Emirate und die EU.

## Wirtschaft
Von wirtschaftlicher Bedeutung ist Mossul hauptsächlich wegen der reichen Ölfelder in der Umgebung. In der Stadt selbst gibt es Erdölraffinerien. Traditionell ist die Stadt bekannt für Textil- und Lederprodukte, der Stoff Musselin hat seinen Namen von der Stadt.
Die Stadt ist Verkehrsknotenpunkt des Nordirak (die Bagdadbahn führt über Mossul), die instabile Lage hat ihre wirtschaftliche Bedeutung jedoch stark schrumpfen lassen.

## Kultur
Zu den Kulturstätten Mossuls gehört unter anderem das Kulturelle Museum Mossul, das bedeutende Kunstwerke aus der Assyrischen Zeit und aus Hatra aufbewahrt. Ein erheblicher Teil von diesen wurde aber im Februar 2015 von IS-Terroristen im Rahmen eines Bildersturms zerstört.
In der Nähe von Mossul, auf dem gegenüberliegenden Tigrisufer, befinden sich die von dem Briten Austen Henry Layard entdeckten Ruinen der antiken assyrischen Hauptstadt Ninive, nach der auch die Provinz benannt wurde.
IS-Terroristen brachten einige Kunstwerke – wie die Bildhauerarbeit Das Grab Jonas – in den raubgestützten Kunsthandel, um Geld für Waffen und Anschläge zu beschaffen.

## Bauwerke
In Mossul befanden sich die Prophet-Georg-Moschee und die Prophet-Jona-Moschee, das mutmaßliche Grab des Propheten Jonas. Am 24. Juli 2014 wurden diese in den 1990er Jahren renovierte Moschee sowie die Imam-Aun-bin-al-Hasan-Moschee von Angehörigen der Gruppe Islamischer Staat gesprengt, am Tag darauf das Heiligtum des Seth und das Grab des von Muslimen als Prophet geachteten Juden Daniel zerstört. Auch die profane, historische Pasch-Tapia-Burg, die als ein Wahrzeichen der Stadt galt, wurde zerstört.
40 Kilometer nördlich von Mossul liegt die Mosul-Talsperre am Tigris, die größte Talsperre im Irak.

## Infrastruktur
Eine durchgehende Bahnverbindung in Richtung Türkei und Syrien besitzt Mossul seit Fertigstellung der Bagdadbahn 1940. Mit dem Taurus-Express bestand über Jahrzehnte eine direkte Zugverbindung bis nach Istanbul. Sie wurde 1982 eingestellt, seitdem findet der Zugverkehr nach Syrien und der Türkei je nach politischer Lage nur unregelmäßig statt. Mitte Februar 2010 wurde die Zugverbindung Mossul-Gaziantep (Türkei) über die Bagdadbahn wiedereröffnet. Die 18-stündige Fahrt führte über Syrien und fand einmal wöchentlich statt, wurde aber bereits einige Monate darauf wieder eingestellt. Die Stadt hat einen eigenen Flughafen.

## Klimatabelle
Mossul hat ein semiarides Klima mit sehr heißen, trockenen Sommern und kühlen regnerischen Wintern. Hier fällt nahezu dreimal so viel Regen wie in Bagdad und doppelt so viel wie in Basra. Dadurch ist die Gegend für den Anbau von Weizen und Gerste geeignet.
|                       | Jan  | Feb  | Mär  | Apr  | Mai  | Jun  | Jul  | Aug  | Sep  | Okt  | Nov  | Dez  |   |      |
| Mittl. Tagesmax. (°C) | 12,8 | 15,3 | 19,0 | 25,4 | 32,9 | 39,6 | 43,4 | 43,0 | 38,7 | 31,2 | 22,4 | 15,0 | ⌀ | 28,3 |
| Mittl. Tagesmin. (°C) | 2,5  | 3,5  | 6,3  | 10,2 | 15,0 | 19,5 | 22,9 | 21,8 | 16,6 | 11,4 | 7,0  | 3,2  | ⌀ | 11,7 |
|                       |      |      |      |      |      |      |      |      |      |      |      |      |   |      |
| Niederschlag (mm)     | 66   | 70   | 60   | 50   | 19   | 0    | 0    | 0    | 0    | 7    | 46   | 60   | Σ | 378  |
|                       |      |      |      |      |      |      |      |      |      |      |      |      |   |      |
| Sonnenstunden (h/d)   | 5,1  | 5,9  | 6,2  | 7,0  | 10,0 | 12,1 | 12,4 | 11,9 | 10,7 | 8,6  | 6,3  | 5,0  | ⌀ | 8,4  |
|                       |      |      |      |      |      |      |      |      |      |      |      |      |   |      |
| Luftfeuchtigkeit (%)  | 82   | 76   | 71   | 64   | 48   | 31   | 28   | 30   | 37   | 49   | 67   | 79   | ⌀ | 55,1 |

| 2,5 |

| 3,5 |

| 6,3 |

| 10,2 |

| 15,0 |

| 19,5 |

| 22,9 |

| 21,8 |

| 16,6 |

| 11,4 |

| 7,0 |

| 3,2 |

| 2,5 |

| 3,5 |

| 6,3 |

| 10,2 |

| 15,0 |

| 19,5 |

| 22,9 |

| 21,8 |

| 16,6 |

| 11,4 |

| 7,0 |

| 3,2 |

## Städtepartnerschaften
- Philadelphia

## Söhne und Töchter der Stadt
- Baha ad-Din ibn Schaddad (1145–1234), muslimischer Kreuzzugschronist
- Josephus Adjutus (1602–1668), christlicher Theologe des 17. Jahrhunderts
- Hormuzd Rassam (1826–1910), Assyriologe und Reisender der eine Reihe wichtiger Entdeckungen machte. Dazu gehörten u. a. die Tontafeln des Gilgamesch-Epos
- Pierre Eliyya Abo-Alyonan (1840–1894), Patriarch der Chaldäisch-Katholischen Kirche
- Zaven Der Yeghiayan (1868–1947), armenischer Erzbischof und armenischer Patriarch von Konstantinopel
- Joseph VII. Ghanima (auch Yousef VII. Ghanima) (1881–1958), Patriarch von Babylon der Chaldäer von 1947 bis 1958
- Raphael I. Bidawid (1922–2003), Patriarch von Babylon der chaldäisch-katholischen Kirche
- Matti Moosa (1924–2014), Historiker und Literaturwissenschaftler
- Thomas Saaty (1926–2017), US-amerikanischer Mathematiker
- Munir Baschir (1930–1997), irakischer Musiker
- Loris Chobanian (1933–2023), armenisch-amerikanischer Komponist
- Ignatius Zakka I. Iwas (1933–2014), Patriarch der Syrisch-Orthodoxen Kirche von Antiochien
- Tariq Aziz (1936–2015), irakischer Politiker, Außenminister (1979–1991) sowie Vizepremierminister (1979–2003) des Irak
- Jacques Ishaq (1938–2023), chaldäisch-katholischer Geistlicher und Kurienbischof in Babylon
- Taha Yasin Ramadan al-Dschazrawi (1938–2007), irakischer Politiker, Vizepremier (vor 1991) und Vizepräsident (1991–2003) des Irak
- Paulos Faraj Rahho (1942–2008), Erzbischof der Chaldäisch-Katholischen Kirche
- Vartan Malakian (* 1947), armenisch-US-amerikanischer Künstler
- Yousif Thomas Mirkis (* 1949), chaldäisch-katholischer Erzbischof
- Hagop Agopjan (1951–1988), armenischer Freiheitskämpfer der Asala
- Zuhair Mahmood (* 1952), irakisch-französischer Nuklearwissenschaftler
- Najib Mikhael Moussa (* 1955), irakischer Ordensgeistlicher, chaldäischer Erzbischof von Mossul
- Kazim as-Sahir (* 1957), irakischer Sänger, Dichter, und Komponist
- Ghazi al-Yawar (* 1958), irakischer Politiker, Staatspräsident (2004–2005) und Vizepräsident (2005–2006) des Irak
- Nicodemos Daoud Matti Sharaf (* 1976), Erzbischof der Syrisch-Orthodoxen Kirche in Mossul
- Hawar Mulla Mohammed (* 1981), irakischer Fußballspieler
- Halgurd Mulla Mohammed (* 1988), irakischer Fußballspieler